# Wohnturm Wittgendorf

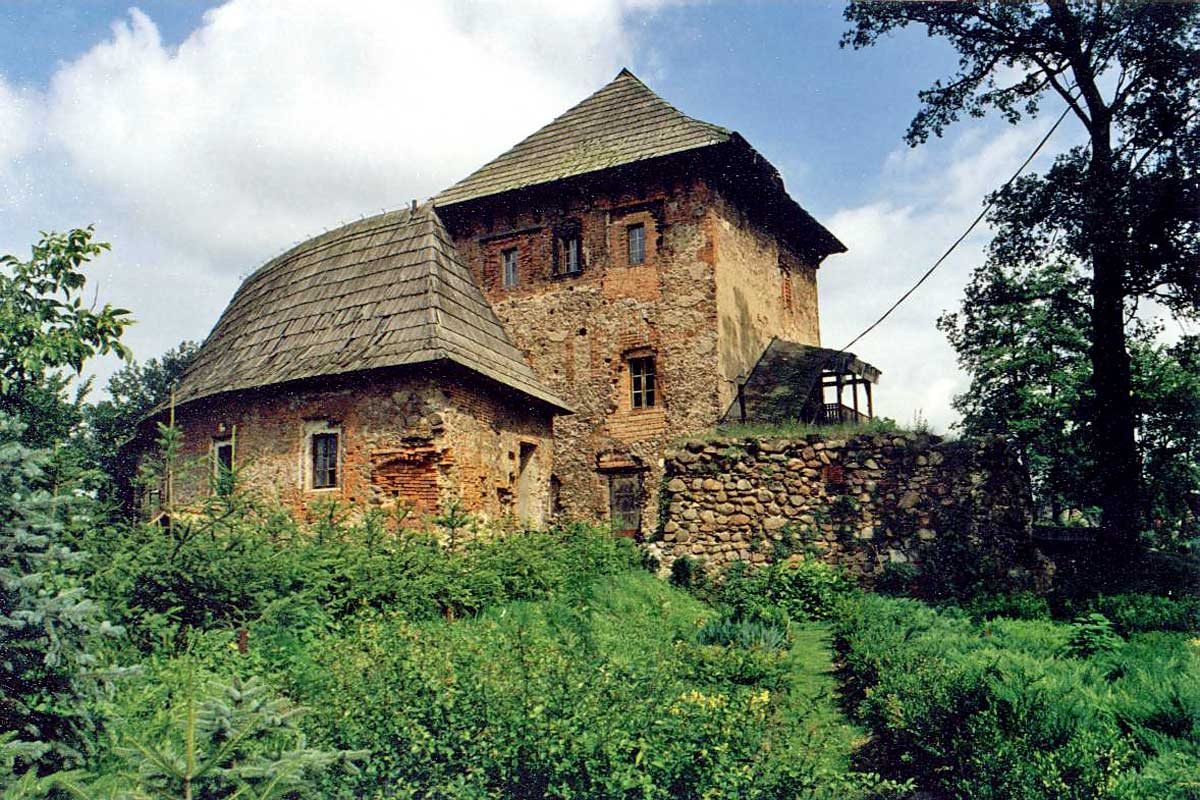
Wohnturm Wittgendorf im Jahr 2000

Der Wohnturm Wittgendorf (polnisch Wieża rycerska w Witkowie) ist die Ruine eines mittelalterlichen Wohnturms in Witków (deutsch Wittgendorf) in der Stadt- und Landgemeinde Szprotawa (Sprottau) in der Woiwodschaft Lebus in Polen.

## Geschichte

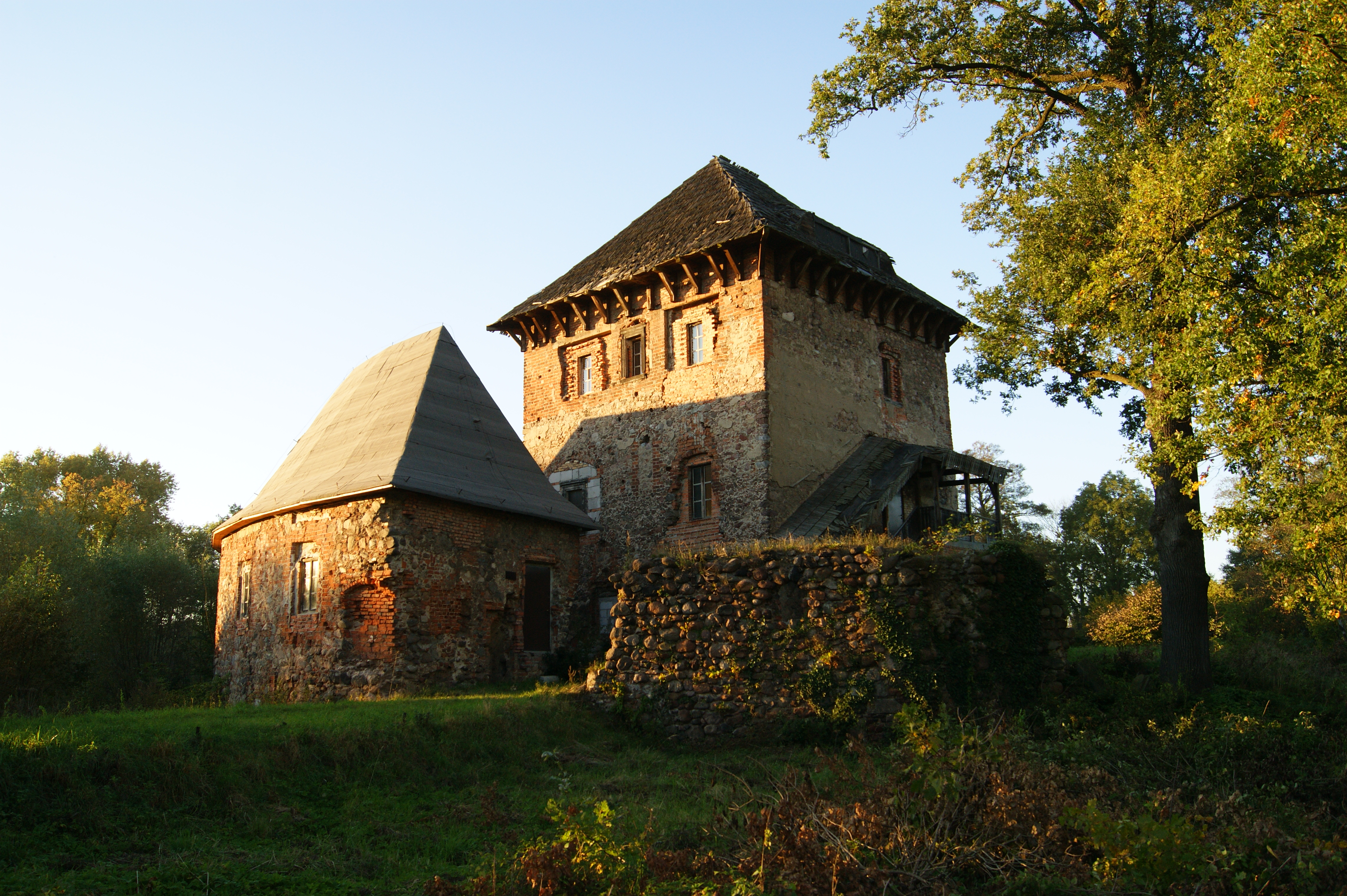
2011

Grundriss Wohnturm

Der Wohnturm wurde auf einer künstlichen Erhöhung im sumpfigen Gelände erbaut. Der Bau entstand wahrscheinlich im 14. Jahrhundert, als die von Necher Eigentümer des Ortes waren. Anfang des 15. Jahrhunderts kamen die von Warnsdorf in Besitz des Ortes. Nach 1548 war Fabian von Schoenaich Besitzer. Zu dieser Zeit wurde der aus Bruchstein errichtete Wohnturm durch Ziegelmauerwerk aufgestockt. Auf der Südostseite entstand ein eingeschossiges Nebengebäude mit gebogenem Grundriss und schindelgedecktem Walmdach. Dort finden sich in einem Türsturz die Initialen „F. B.“, möglicherweise Franz Parr aus Haynau.
Nach den Besitzern von Dohna und den von Redern erwarb 1730 die Stadt Sprottau das Gut. Nach dem Übergang an Polen 1945 infolge des Zweiten Weltkriegs war der Wohnturm Lagerraum einer PGR. Danach wurde der Wohnturm zum Museumsdepot umgebaut. 1989 wurde das Gebäude privatisiert.
Der Wohnturm gehört zu den wenigen erhaltenen mittelalterlichen Wohntürmen Schlesiens, neben dem Wohnturm Boberröhrsdorf, Schloss Tepliwoda und dem Turm von Dittersbach in der Landgemeinde Żagań.

## Bauwerk
Der etwa 12 Meter hohe Turm wurde auf quadratischem Grundriss errichtet. Die Feldsteinfundamente reichen bis in vier Meter Tiefe und ruhen auf einem Eichengerüst. Im Inneren sind die Gewölberäume im Erdgeschoss erhalten. Im ersten Obergeschoss sind spätgotische Wandmalereien erhalten, die eine Kreuzigungsgruppe und eine Figur des hl. Georg zeigen.